# Turn- und Sportgemeinschaft 1899 Hoffenheim 2022-2023 (femminile)
Questa voce raccoglie le informazioni riguardanti la squadra femminile del Turn- und Sportgemeinschaft 1899 Hoffenheim nelle competizioni ufficiali della stagione 2022-2023.

## Divise e sponsor
Le tenute di gioco sono le stesse dell'Hoffenheim maschile. Main sponsor era la multinazionale informatica SAP SE mentre quello tecnico, fornitore delle tenute da gioco, era Joma.
| Casa | Trasferta | Terza divisa |

## Organigramma societario
Area tecnica
- Allenatore: Gabor Gallai (1ª-10ª giornata)
- Allenatrice: Nadine Rolser (Ad interim, 11ª-14ª giornata)
- Allenatore: Stephan Lerch (15ª-22ª giornata)
- Vice allenatore: Rico Weber (Ad interim, 11ª-14ª giornata)
- Preparatore dei portieri:

## Rosa
Rosa, ruoli e numeri di maglia come da sito ufficiale, aggiornati al 17 settembre 2022.
| N. |                     | Ruolo | Calciatrice           |
| -- | ------------------- | ----- | --------------------- |
| 1  | Croazia (bandiera)  | P     | Martina Tufeković     |
| 2  | Germania (bandiera) | D     | Linette Hofmann       |
| 4  | Germania (bandiera) | D     | Lisann Kaut           |
| 5  | Svizzera (bandiera) | D     | Luana Bühler          |
| 6  | Belgio (bandiera)   | A     | Tine De Caigny        |
| 7  | Germania (bandiera) | C     | Chantal Hagel         |
| 8  | Germania (bandiera) | C     | Paulina Krumbiegel    |
| 9  | Austria (bandiera)  | D     | Katharina Naschenweng |
| 10 | Germania (bandiera) | C     | Gia Corley            |
| 11 | Ungheria (bandiera) | A     | Petra Kocsán          |
| 13 | Germania (bandiera) | C     | Isabella Hartig       |
| 16 | Austria (bandiera)  | A     | Nicole Billa          |

| N. |                     | Ruolo | Calciatrice                |
| -- | ------------------- | ----- | -------------------------- |
| 17 | Germania (bandiera) | C     | Franziska Harsch           |
| 18 | Austria (bandiera)  | C     | Julia Hickelsberger-Füller |
| 21 | Germania (bandiera) | P     | Laura Dick                 |
| 22 | Germania (bandiera) | D     | Sarai Linder               |
| 23 | Kosovo (bandiera)   | C     | Erëleta Memeti             |
| 25 | Germania (bandiera) | A     | Melissa Kössler            |
| 27 | Germania (bandiera) | A     | Vanessa Leimenstoll        |
| 28 | Germania (bandiera) | P     | Lina von Schrader          |
| 31 | Germania (bandiera) | D     | Jana Feldkamp              |
| 32 | Germania (bandiera) | C     | Vanessa Diehm              |
| 33 | Germania (bandiera) | C     | Fabienne Dongus (capitano) |

## Calciomercato

### Sessione estiva
| Acquisti | Acquisti                   | Acquisti        | Acquisti                        |
| R.       | Nome                       | da              | Modalità                        |
| -------- | -------------------------- | --------------- | ------------------------------- |
| D        | Linette Hofmann            | Hoffenheim II   | aggregata dalla squadra riserve |
| C        | Julia Hickelsberger-Füller | St. Pölten      | definitivo                      |
| A        | Melissa Kössler            | Turbine Potsdam | definitivo                      |
| A        | Erëleta Memeti             | Friburgo        | definitivo                      |

| Cessioni | Cessioni        | Cessioni      | Cessioni   |
| R.       | Nome            | a             | Modalità   |
| -------- | --------------- | ------------- | ---------- |
| D        | Celina Degen    | Colonia       | definitivo |
| D        | Michaela Specht | Real Sociedad | definitivo |
| D        | Judith Steinert | Friburgo      | definitivo |
| C        | Jule Brand      | Wolfsburg     | definitivo |
| C        | Anne Fühner     |               | ritirata   |

### Sessione invernale
| Acquisti | Acquisti | Acquisti | Acquisti |
| R.       | Nome     | da       | Modalità |
| -------- | -------- | -------- | -------- |
|          |          |          |          |

| Cessioni | Cessioni     | Cessioni  | Cessioni   |
| R.       | Nome         | a         | Modalità   |
| -------- | ------------ | --------- | ---------- |
| A        | Petra Kocsán | Győri ETO | definitivo |

## Risultati

### Frauen-Bundesliga

#### Girone di andata
| Arbitro: | Joos (Leinfelden-Echterdingen) |

|                                   |           |             |
| Islacker 22’, 34’ (rig.) Beck 31’ | Marcatori | 49’ Kössler |

| Arbitro: | Söder (Ingolstadt) |

|                 |           |                     |
| Naschenweng 15’ | Marcatori | 85’ Roord 89’ Brand |

| Arbitro: | Heidenreich (Bad Schwartau) |

|  |           |                             |
|  | Marcatori | 66’ Memeti 70’ (rig.) Hagel |

| Arbitro: | Westerhoff (Bochum) |

|                                                        |           |                     |
| Hickelsberger-Füller 28’ Naschenweng 79’ De Caigny 82’ | Marcatori | 24’ Fölmli 45’ Kolb |

| Arbitro: | Schwermer (Ballenstedt) |

|                          |           |                                                  |
| Piljic 16’ Berentzen 63’ | Marcatori | 14’ Hickelsberger-Füller 45+1’ Memeti 88’ Corley |

| Arbitro: | Wildfeuer (Lubecca) |

|                                |           |                                          |
| Billa 31’ Naschenweng 68’, 84’ | Marcatori | 14’ Kleinherne 27’ Reuteler 35’ Freigang |

| Arbitro: | Derlin (Bad Schwartau) |

|                                       |           |             |
| Corley 12’ Memeti 22’ Leimenstoll 90’ | Marcatori | 61’ Arfaoui |

| Arbitro: | Stremel (Nordstemmen) |

|             |           |                                        |
| Deutsch 72’ | Marcatori | 48’ Naschenweng 64’ Memeti 65’ Kössler |

| Arbitro: | Michel (Magonza) |

|  |           |                                        |
|  | Marcatori | 5’ Rall 63’ Dallmann 75’, 89’ Schüller |

| Arbitro: | Schwermer (Ballenstedt) |

|                 |           |           |
| Brandenburg 31’ | Marcatori | 27’ Billa |

| Arbitro: | Wacker (Lehrensteinsfeld) |

|                                                                            |           |  |
| Feldkamp 15’, 30’ Hickelsberger-Füller 18’, 88’ Billa 45’, 46’ Kössler 71’ | Marcatori |  |

#### Girone di ritorno
| Arbitro: | Söder (Norimberga) |

|                                             |           |  |
| Billa 27’ Kössler 65’, 76’ Krumbiegel 90+1’ | Marcatori |  |

| Arbitro: | Westerhoff (Bochum) |

|          |           |                      |
| Brand 1’ | Marcatori | 44’ Linder 70’ Billa |

| Arbitro: | Schwermer (Ballenstedt) |

|                                                |           |  |
| Hagel 53’ Krumbiegel 61’, 66’ Naschenwengr 78’ | Marcatori |  |

| Arbitro: | Derlin (Bad Schwartau) |

|  |           |             |
|  | Marcatori | 90’ Kössler |

| Arbitro: | Heimann (Gladbeck) |

|                        |           |  |
| Kössler 25’ Memeti 60’ | Marcatori |  |

| Arbitro: | Wacker (Lehrensteinsfeld) |

|                                      |           |                                       |
| Prašnikar 6’ Anyomi 41’ Reuteler 73’ | Marcatori | 12’ Dongus 31’ Krumbiegel 57’ Kössler |

| Arbitro: | Kost (Schwerte) |

|  |           |                     |
|  | Marcatori | 84’ (rig.) Feldkamp |

| Arbitro: | Westerhoff (Bochum) |

|                                                       |           |               |
| Kössler 16’ Corley 34’ Memeti 39’, 68’, 81’ Billa 71’ | Marcatori | 38’ Grincenco |

| Arbitro: | Wildfeuer (Lützen) |

|              |           |  |
| Schüller 26’ | Marcatori |  |

| Arbitro: | Hussein (Bad Harzburg) |

|                                                      |           |  |
| Corley 25’, 90+2’ Hagel 29’ Hickelsberger-Füller 62’ | Marcatori |  |

| Arbitro: | Diekmann (Essen) |

|  |           |                          |
|  | Marcatori | 28’ Hickelsberger-Füller |

### DFB-Pokal
| Arbitro: | Wacker (Lehrensteinsfeld) |

|                    |           |                                                                                      |
| Clausen 78’ (rig.) | Marcatori | 12’ Memeti 36’, 47’ Hickelsberger-Füller 42’ Kössler 58’ Hartig 65’ Corley 89’ Hagel |

| Arbitro: | Söder |

|                      |           |  |
| Memeti 16’, 78’, 84’ | Marcatori |  |

| Arbitro: | Wildfeuer |

|  |           |                   |
|  | Marcatori | 68’ Rall 77’ Bühl |

## Statistiche

### Statistiche di squadra
| Competizione         | Punti | In casa | In casa | In casa | In casa | In casa | In casa | In trasferta | In trasferta | In trasferta | In trasferta | In trasferta | In trasferta | Totale | Totale | Totale | Totale | Totale | Totale | DR  |
| Competizione         | Punti | G       | V       | N       | P       | Gf      | Gs      | G            | V            | N            | P            | Gf           | Gs           | G      | V      | N      | P      | Gf     | Gs     | DR  |
| -------------------- | ----- | ------- | ------- | ------- | ------- | ------- | ------- | ------------ | ------------ | ------------ | ------------ | ------------ | ------------ | ------ | ------ | ------ | ------ | ------ | ------ | --- |
| Frauen-Bundesliga    | 48    | 11      | 8       | 1       | 2       | 37      | 13      | 11           | 7            | 2            | 2            | 18           | 12           | 22     | 15     | 3      | 4      | 55     | 25     | +30 |
| DFB-Pokal der Frauen | -     | 2       | 1       | 0       | 1       | 3       | 2       | 1            | 1            | 0            | 0            | 7            | 1            | 3      | 2      | 0      | 1      | 10     | 3      | +7  |
| Totale               | -     | 13      | 9       | 1       | 3       | 40      | 15      | 12           | 8            | 2            | 2            | 25           | 13           | 25     | 17     | 3      | 5      | 65     | 28     | +37 |

### Andamento in campionato
| Giornata  | 1  | 2  | 3 | 4 | 5 | 6 | 7 | 8 | 9 | 10 | 11 | 12 | 13 | 14 | 15 | 16 | 17 | 18 | 19 | 20 | 21 | 22 |
| --------- | -- | -- | - | - | - | - | - | - | - | -- | -- | -- | -- | -- | -- | -- | -- | -- | -- | -- | -- | -- |
| Luogo     | T  | C  | T | C | T | C | C | T | C | T  | C  | C  | T  | C  | T  | C  | T  | T  | C  | T  | C  | T  |
| Risultato | P  | P  | V | V | V | N | V | V | P | N  | V  | V  | V  | V  | V  | V  | N  | V  | V  | P  | V  | V  |
| Posizione | 11 | 12 | 7 | 5 | 5 | 5 | 4 | 4 | 5 | 5  | 4  | 4  | 4  | 4  | 4  | 4  | 4  | 4  | 4  | 4  | 4  | 4  |

Legenda:

Luogo: C = Casa; T = Trasferta. Risultato: V = Vittoria; N = Pareggio; P = Sconfitta.

### Statistiche delle giocatrici
| Giocatore               | Frauen-Bundesliga | Frauen-Bundesliga | Frauen-Bundesliga | Frauen-Bundesliga | DFB-Pokal der Frauen | DFB-Pokal der Frauen | DFB-Pokal der Frauen | DFB-Pokal der Frauen | Totale   | Totale | Totale      | Totale     |
| Giocatore               | Presenze          | Reti              | Ammonizioni       | Espulsioni        | Presenze             | Reti                 | Ammonizioni          | Espulsioni           | Presenze | Reti   | Ammonizioni | Espulsioni |
| ----------------------- | ----------------- | ----------------- | ----------------- | ----------------- | -------------------- | -------------------- | -------------------- | -------------------- | -------- | ------ | ----------- | ---------- |
| M. Alber                | 6                 | 0                 | 0                 | 0                 | -                    | -                    | -                    | -                    | 6        | 0      | 0           | 0          |
| N. Billa                | 22                | 7                 | 0                 | 0                 | 3                    | 0                    | 0                    | 0                    | 25       | 7      | 0           | 0          |
| L. Bühler               | 17                | 0                 | 2                 | 0                 | 2                    | 0                    | 0                    | 0                    | 19       | 0      | 2           | 0          |
| G. Corley               | 21                | 5                 | 1                 | 0                 | 3                    | 1                    | 0                    | 0                    | 24       | 6      | 1           | 0          |
| T. De Caigny            | 15                | 1                 | 0                 | 0                 | 2                    | 0                    | 0                    | 0                    | 17       | 1      | 0           | 0          |
| L. Dick                 | 4                 | -4                | 0                 | 0                 | 1                    | -1                   | 0                    | 0                    | 5        | -5     | 0           | 0          |
| V. Diehm                | 4                 | 0                 | 0                 | 0                 | -                    | -                    | -                    | -                    | 4        | 0      | 0           | 0          |
| F. Dongus               | 18                | 1                 | 2                 | 0                 | 3                    | 0                    | 0                    | 0                    | 21       | 1      | 2           | 0          |
| J. Feldkamp             | 17                | 3                 | 1                 | 1                 | 3                    | 0                    | 0                    | 0                    | 20       | 3      | 1           | 1          |
| C. Hagel                | 22                | 3                 | 0                 | 0                 | 3                    | 1                    | 0                    | 0                    | 25       | 4      | 0           | 0          |
| F. Harsch               | 20                | 0                 | 4                 | 0                 | 3                    | 0                    | 1                    | 0                    | 23       | 0      | 5           | 0          |
| I. Hartig               | 8                 | 0                 | 1                 | 0                 | 2                    | 1                    | 1                    | 0                    | 10       | 1      | 2           | 0          |
| J. Hickelsberger-Füller | 13                | 6                 | 0                 | 0                 | 3                    | 2                    | 0                    | 0                    | 16       | 8      | 0           | 0          |
| L. Hofmann              | 3                 | 0                 | 0                 | 0                 | -                    | -                    | -                    | -                    | 3        | 0      | 0           | 0          |
| L. Kaut                 | 3                 | 0                 | 0                 | 0                 | -                    | -                    | -                    | -                    | 3        | 0      | 0           | 0          |
| P. Kocsán               | 1                 | 0                 | 0                 | 0                 | 1                    | 0                    | 0                    | 0                    | 2        | 0      | 0           | 0          |
| M. Kössler              | 20                | 9                 | 3                 | 0                 | 3                    | 1                    | 0                    | 0                    | 23       | 10     | 3           | 0          |
| P. Krumbiegel           | 20                | 4                 | 2                 | 0                 | 3                    | 0                    | 0                    | 0                    | 23       | 4      | 2           | 0          |
| V. Leimenstoll          | 14                | 1                 | 1                 | 0                 | 1                    | 0                    | 0                    | 0                    | 15       | 1      | 1           | 0          |
| S. Linder               | 21                | 1                 | 2                 | 0                 | 3                    | 0                    | 0                    | 0                    | 24       | 1      | 2           | 0          |
| E. Memeti               | 22                | 8                 | 0                 | 0                 | 3                    | 4                    | 0                    | 0                    | 25       | 12     | 0           | 0          |
| K. Naschenweng          | 22                | 6                 | 3                 | 0                 | 3                    | 0                    | 0                    | 0                    | 25       | 6      | 3           | 0          |
| L. von Schrader         | -                 | -                 | -                 | -                 | -                    | -                    | -                    | -                    | -        | -      | -           | -          |
| M. Steiner              | -                 | -                 | -                 | -                 | -                    | -                    | -                    | -                    | -        | -      | -           | -          |
| M. Tufeković            | 18                | -21               | 1                 | 0                 | 1                    | -3                   | 0                    | 0                    | 19       | -24    | 1           | 0          |